# Joseph Sengstbradl

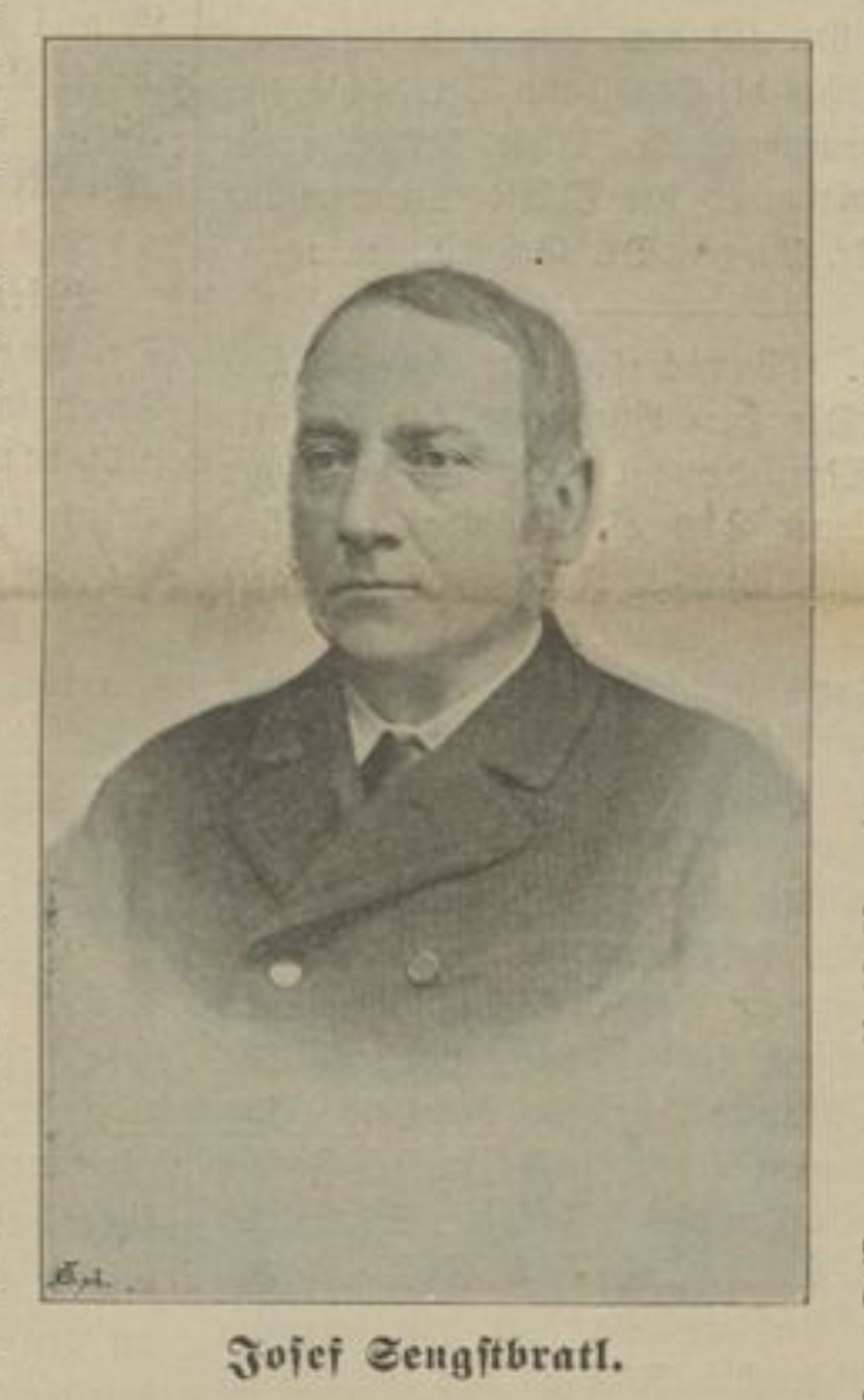
Joseph Sengstbradl, aus: St. Pöltner Zeitung 22. Oktober 1896

Joseph Sengstbradl (auch Sengstbratl; * 16. Dezember 1837 in Mauer bei Amstetten; † 5. April 1908 ebenda) war ein österreichischer Politiker. 
Der Sohn des Gastwirts Michael Sengstbratl absolvierte nach dem Besuch der Volksschule in Öhling ab 1849 eine Müllerlehre und besuchte daneben die Sonntagsschule in Biberbach. Er arbeitete dann eine Zeitlang als Geschäftsleiter der Hofmühle in Ulmerfeld. 1860 kaufte er von seinem Bruder Franz das Elternhaus und bewirtschaftete es mit seiner Mutter bis zu seiner Heirat 1863; danach war er Gastwirt in Greinsfurth.
Er war Gemeinderat in Mauer, Bürgermeister der Gemeinde Greinsfurth und Obmann des Ortsschulrats Glinz (Wolfstein). 1890 wurde er für den Landtagswahlbezirk Amstetten, Haag und Ybbs als katholisch-konservativer Kandidat zum Abgeordneter der Landgemeinden in den Landtag von Niederösterreich gewählt. Er wurde Mitglied des Bezirksschulrats, Mitglied des Bezirksarmenrats Amstetten, Mitglied der Armenkommission Greinsfurth, Mitglied des Bezirksstraßenausschusses Amstetten sowie Erster Obmannstellvertreter des Bauernvereins Viertel ober dem Wienerwald. 1896 wurde er als Abgeordneter wiedergewählt; bei der Wahl 1902 unterlag er dem christlichsozialen Kandidaten Josef Stöckler. 